# Hermetschwil-Staffeln
Hermetschwil-Staffeln (toponimo tedesco; fino al 1953 Hermetschwil) è stato un comune svizzero del Canton Argovia, nel distretto di Bremgarten

## Storia
Il1° gennaio 2014 il comune di Hermetschwil-Staffeln è stato soppresso e accorpato a quello di Bremgarten.

## Monumenti e luoghi d'interesse

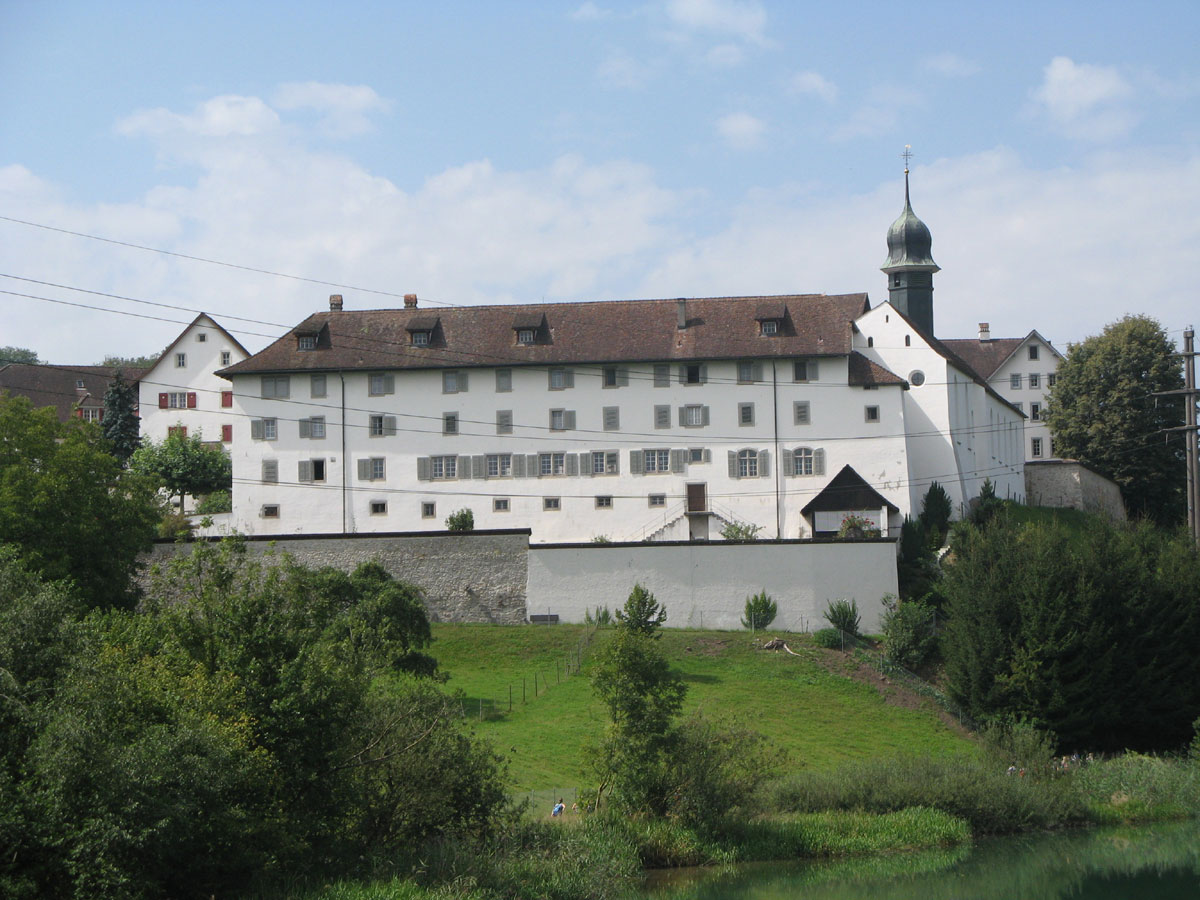
L'abbazia di Hermetschwil

- Abbazia di Hermetschwil, fondata nel 1200 circa[1].

## Società

### Evoluzione demografica
L'evoluzione demografica è riportata nella seguente tabella:
Abitanti censiti

## Amministrazione
Ogni famiglia originaria del luogo fa parte del cosiddetto comune patriziale e ha la responsabilità della manutenzione di ogni bene ricadente all'interno dei confini del comune.